# Crucea (okręg Suczawa)
Crucea – wieś w Rumunii, w okręgu Suczawa, w gminie Crucea. W 2011 roku liczyła 977 mieszkańców.